# Igl Compass
Igl Compass är en bergstopp i Schweiz.   Den ligger i regionen Albula och kantonen Graubünden, i den östra delen av landet, 190 km öster om huvudstaden Bern. Toppen på Igl Compass är 3 016 meter över havet, eller 163 meter över den omgivande terrängen. Bredden vid basen är 0,54 km.
Terrängen runt Igl Compass är varierad. Närmaste större samhälle är St. Moritz, 10,2 km söder om Igl Compass. 
Trakten runt Igl Compass består i huvudsak av gräsmarker. Runt Igl Compass är det glesbefolkat, med 14 invånare per kvadratkilometer.